# Le Droit Humain (Nederland)
De Nederlandse federatie Le Droit Humain is de Nederlandse vertegenwoordiging van de Internationale Orde der Gemengde Vrijmetselarij 'Le Droit Humain', een internationale maçonnieke obediëntie oftewel koepelorganisatie van gemengde vrijmetselaarsloges. Anno 2020 waren vanuit 60 landen loges aangesloten bij de internationale obediëntie, met gezamenlijk meer dan 32.000 mannelijke en vrouwelijke leden.

## Structuur
De Internationale Orde 'Le Droit Humain' kent van oudsher drie organisatievormen:
- Als in een land nog geen loge werkzaam is, is de eerste loge die daar wordt opgericht de pioniersloge. Deze staat onder direct gezag van de Opperraad van de Internationale Orde, statutair gevestigd in Frankrijk.
- Als er meer dan een maar minder dan vijf loges werkzaam zijn in een land, met minimaal 30 leden, is er sprake van een jurisdictie. Deze staat onder gezag van een gedelegeerde van de Opperraad.
- Bij meer dan vijf loges en meer dan 120 leden wordt een federatie gevormd. Deze kan - binnen de grenzen van de grondwet van de Internationale Orde - autonome beslissingen nemen over werkwijze en structuur.

In Nederland is sinds 1919 een federatie gevestigd. De Nederlandse federatie wordt bestuurd door de Federale Raad, het uitvoerend orgaan. Besluiten worden genomen door het jaarlijks Nationale Convent, het wetgevend orgaan van de federatie. Elke loge binnen de federatie is een zelfstandige vereniging, met een eigen bestuur.
Zoals elke federatie kent ook de Nederlandse federatie een vertegenwoordiger van de Opperraad. Deze wordt benoemd door de Opperraad en is de intermediair tussen de Opperraad en de federatie (en vice versa). Deze functionaris heeft het hoogste initiatieke gezag binnen de federatie en ziet erop toe dat de bepalingen in de grondwet van de Internationale Orde worden gerespecteerd.

## Geschiedenis Le Droit Humain in Nederland

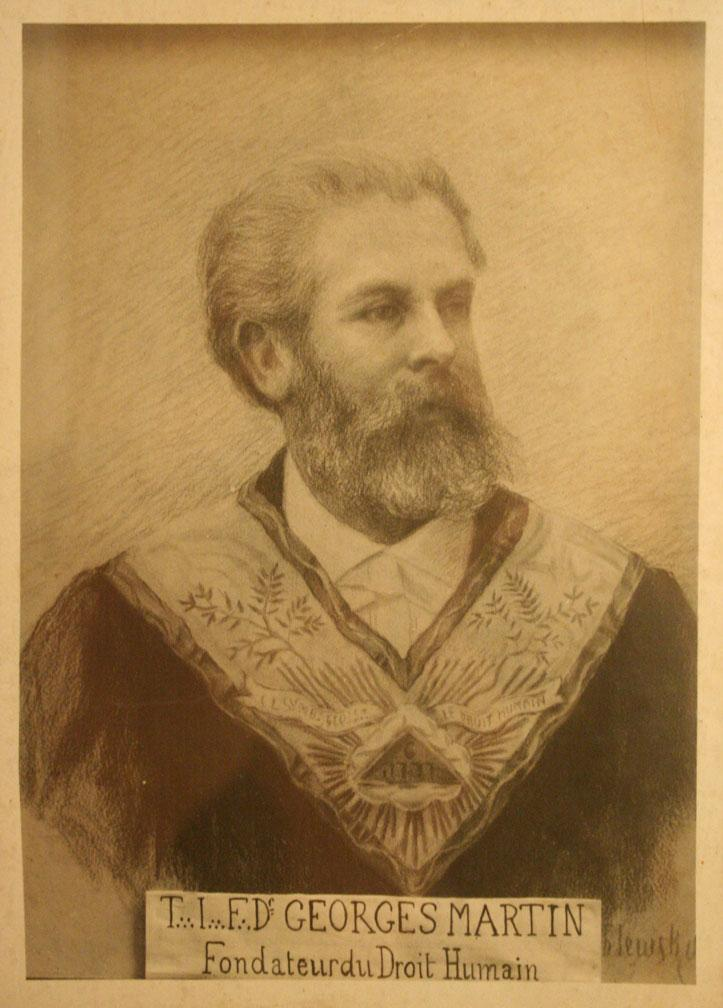
Georges Martin

De grondlegger van de orde was de Franse arts en politicus Georges Martin (1844 - 1916). In 1893 werd door hem, samen met de schrijfster en voorvechtster voor vrouwenrechten Maria Deraismes (1828 - 1894), in Frankrijk de gemengde obediëntie 'Le Droit Humain' opgericht. In 1901 werd de obediëntie internationaal.  
De Internationale Orde der Gemengde Vrijmetselarij 'Le Droit Humain' is actief in Nederland sedert 1904. Op 18 juni van dat jaar werden - in aanwezigheid van Georges Martin - de eerste logeleden ingewijd. Dit gebeurde door de theosofe en socialiste Annie Besant (1847 - 1933), die met enkele Engelse leden van de orde naar Nederland was afgereisd. Er werden zes mannen en vier vrouwen ingewijd als leerling, twee dagen later werden zij  op een dag bevorderd tot gezel en vervolgens tot meester vrijmetselaar.
De pioniersloge in Nederland, loge n° 13 'Cazotte', werd op 10 juni 1905 geïnstalleerd tijdens een bijzondere zitting in Amsterdam. Georges Martin woonde de plechtigheid bij en hield een rede waarin hij de gemengde vrijmetselarij in Nederland een krachtige groei toewenste. Tevens gaf hij een uiteenzetting van zijn plannen voor de organisatie van de orde.
In januari 1911 werd een loge opgericht in Den Haag, gevolgd door loges in Laren, Rotterdam, Arnhem en Utrecht. De Nederlandse jurisdictie zag het levenslicht, en in 1919 kreeg de Nederlandse afdeling de status van federatie. Tevens werd een Nationale Raad voor de Nederlandse federatie opgericht, met als voorzitter de vertegenwoordiger van de Opperraad bij de federatie, en twaalf leden.
Onder invloed van Annie Besant en de Britse geestelijke Charles Webster Leadbeater (1854 - 1934) traden vele theosofen toe tot de orde. Ook werden de ritualen aangepast in theosofische zin, met mystiek-religieuze kenmerken, in afwijking van de oorspronkelijke ritualen zoals opgesteld door Georges Martin die een atheïstisch karakter hadden. Dit leidde tot onenigheid omtrent de te hanteren ritualen en in 1919 splitsten drie loges zich af van de Nederlandse federatie om het Nederlandsch Verbond van Vrijmetselaren op te richten. Dit betrof de loges 'Cazotte' te Amsterdam, 'Rakoczy' te Den Haag en 'Graaf van Welldone' te Utrecht. 

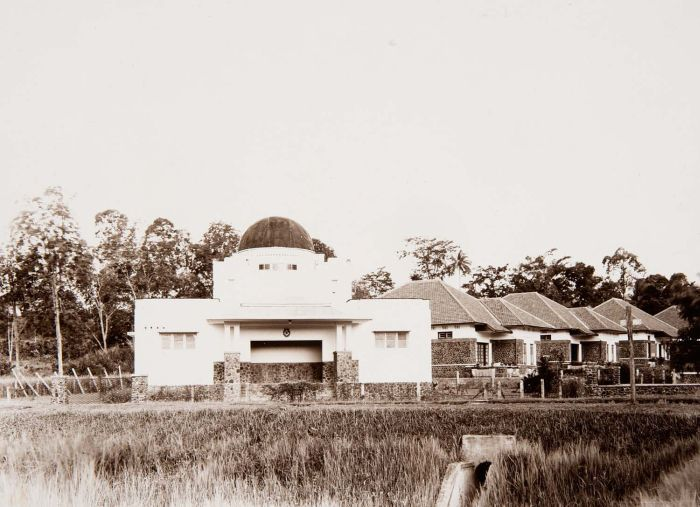
Vrijmetselaarsloge Le Droit Humain, Buitenzorg - Nederlands-Indië, 1920-1930. Collectie Tropenmuseum

De Nederlandse federatie bevatte ook loges in de Nederlandse koloniale gebieden in Nederlands-Indië, de Nederlands-Indische federatie werd in 1919 opgericht vanuit de Nederlandse federatie. Vanuit Nederland werden verder pioniersloges opgericht in Zwitserland, Duitsland, Oostenrijk, Tsjecho-Slowakije en Zuid-Slavië. Deze loges groeiden op termijn uit tot jurisdicties of federaties, of verdwenen na de Tweede Wereldoorlog.
Tussen 1933 en 1940 namen vier leden van de Nationale Raad, waaronder de voormalig voorzitter Frans Eduard Farwerck, ontslag uit het bestuursorgaan en de orde omwille van de incompatibiliteit hiervan met hun lidmaatschap van de Nationaal-Socialistische Beweging. In 1940 werd Nederland door Duitse troepen bezet en werden alle maçonnieke activiteiten verboden. 
Na de oorlog werden de werkzaamheden hervat, de Duits-Oostenrijkse jurisdictie werd in 1958 opgericht vanuit de Nederlandse federatie. In 1960 splitsten een aantal loges van de Nederlandse federatie zich af en vormden de Nederlandse Grootloge der Gemengde Vrijmetselarij, omwille van persoonlijke conflicten tussen leden. In 2001 werd een convenant gesloten tussen de Nederlandse federatie en de Nederlandse Grootloge der Gemengde Vrijmetselarij, waarin beide obediënties elkaar wederzijds erkenden.
Een gebeurtenis op internationaal gebied was het 8e Internationaal Colloquium dat in Nederland plaatsvond in juni 1999. Naast vertegenwoordigers van de Nederlandse federatie namen afgevaardigden uit 12 federaties, jurisdicties of pioniersloges deel. Het congresthema was 'Hoe kunnen we bekendheid geven aan de idee van Internationale Gemengde Vrijmetselarij op wereldwijde schaal'.
Eind 2001, begin 2002 traden de loges 'De Ruwe Steen' te Amstelveen en 'Fiat Lux' te Leeuwarden uit de Nederlandse federatie. Loge 'De Ruwe Steen' sloot zich aan bij het Souveräner GroßOrient von Deutschland en is later opgeheven. Loge 'Fiat Lux' ging in eerste instantie als autonome of wilde loge verder, maar heeft zich op 22 januari 2005 aangesloten bij het Grootoosten van Luxemburg.
Op 5 en 6 juni 2004 werd het 100-jarig bestaan van de orde in Nederland gevierd in Hotel Mercure te Amsterdam, in aanwezigheid van de toenmalige grootmeester van de Internationale Orde Njördur Njardvik.
In 2009 bracht de federatie haar archief, opgebouwd vanaf de oprichting tot en met 1979, onder bij het Haags Gemeentearchief. Het bevat informatie over de relatie tussen vrijmetselarij en vernieuwende maatschappelijke en levensbeschouwelijke organisaties, variërend van de vegetariërsbond en vereniging voor lijkverbranding en van de vrouwenemancipatie tot de kinderbescherming, maar ook theosofische en antroposofische verenigingen. Daarnaast bevonden zich onder de leden van Le Droit Humain een aantal bekende kunstenaars en architecten.

## Ritus en graden
Wereldwijd werkt de Internationele Orde 'Le Droit Humain' in de basisgraden van leerling, gezel en meester overwegend volgens het rituaal - de uitwerking van een ritus - wat werd opgesteld door Georges Martin in 1895. Dit wordt ook wel het zogeheten 'Referentie rituaal' of Tuileur Général genoemd en is.gebaseerd is op het seculiere rituaal van de Aloude en Aangenomen Schotse Ritus.   
In Nederland is er een enigszins afwijkende situatie, en zijn drie verschillende ritualen mogelijk volgens welke een loge kan werken:  
- Het Franse rituaal, zoals in Nederland het Referentie rituaal wordt genoemd
- Het Engelse rituaal, wat gebaseerd is op het zogeheten Dharma rituaal dat begin vorige eeuw in Engeland werd ingevoerd door Annie Besant. Het is sterk theosofisch georiënteerd en wordt gekenmerkt door onder meer zang, wierook, en theïstische teksten
- Het Nederlands rituaal wat in 1920 is opgesteld en ingevoerd door H.J. van Ginkel[1], een van de eerste Nederlandse leden van Le Droit Humain en vertegenwoordiger van de Opperraad. Het bevat elementen uit de Nederlandse masculiene vrijmetselarij maar ook uit de Schotse Ritus en kent theosofische invloeden. Dit rituaal wordt alleen in de Nederlandse federatie gebruikt, door de meeste loges binnen de federatie.

Daarnaast worden de hogere graden van de Aloude en Aangenomen Schotse Ritus beoefend in afzonderlijke vervolmakingsloges, kapittels, areopagi en een consistorie. Verder zijn er zogeheten zijgraden met onder meer Merkmeesterloges, een Royal Ark Mariners loge en een kapittel van het Heilig Koninklijk Gewelf van Jeruzalem.

## Werkplaatsen
De Nederlandse federatie heeft al enige jaren een stabiel ledenaantal van ca. 360 leden. Zij telt anno 2025 18 werkplaatsen werkend in de basisgraden van leerling, gezel en meester. Daarnaast zijn er 9 werkplaatsen voor de Schotse hogere graden en 7 voor de zijgraden.

### Basisgraden
| Nr.        | Naam                                                                    | Zetel      | Oprichting       | Rituaal    |
| ---------- | ----------------------------------------------------------------------- | ---------- | ---------------- | ---------- |
| 41 (nieuw) | Saint-Germain                                                           | Den Haag   | 1924             | Engels     |
| 43         | Christiaan Rosenkreuz                                                   | Hilversum  | 1911             | Nederlands |
| 74         | Ramses                                                                  | Velp       | 1916 (Arnhem)    | Nederlands |
| 91         | Georges Martin I                                                        | Den Haag   | 1917             | Nederlands |
| 701        | Georges Martin III                                                      | Haarlem    | 1918             | Nederlands |
| 708        | Plato                                                                   | Zaandam    | 1919             | Nederlands |
| 711        | Ken Uzelven                                                             | Bilthoven  | 1920             | Nederlands |
| 812        | Serapis                                                                 | Naarden    | 1927 (Huizen)    | Engels     |
| 1001       | Amsterdam (fusie van Amsterdamse loges nummers 53, 93, 800, 801 en 802) | Amstelveen | 1945 (Amsterdam) | Nederlands |
| 1012       | Oosterlicht                                                             | Zwolle     | 1949             | Nederlands |
| 1027       | Memphis                                                                 | Rotterdam  | 1953             | Nederlands |
| 1062       | Sint-Jan                                                                | Zutphen    | 1957             | Nederlands |
| 1391       | Mosam Trajectam                                                         | Maastricht | 1985             | Nederlands |
| 1427       | La Bonne Espérance                                                      | Dordrecht  | 1988             | Nederlands |
| 1453       | Delta                                                                   | Delft      | 1989             | Nederlands |
| 1805       | Emergo                                                                  | Terneuzen  | 2003             | Frans      |
| 2111       | Terra Maris                                                             | Vlissingen | 2020             | Frans      |
| 2154       | Caleidoscoop                                                            | Eindhoven  | 2022             | Nederlands |

### Hogere graden en zijgraden
| Nr.                                            | Naam               | Zetel      | Oprichting |
| ---------------------------------------------- | ------------------ | ---------- | ---------- |
| Vervolmakingsloges (4e t.m.14e graad)          |                    |            |            |
| 11                                             | Henoch             | Amstelveen | 1911       |
| 14                                             | Thoth              | Den Haag   | 1914       |
| 15                                             | Galaäd             | Naarden    | 1936       |
| 23                                             | Parcival           | Bilthoven  | 1949       |
| 32                                             | Melchizedek        | Velsen     | 1971       |
| 87                                             | Hermes             | Dordrecht  | 1987       |
| Kapittels (15e t.m.18e graad)                  |                    |            |            |
| 4                                              | De Egelantier      | Utrecht    | 1920       |
| Areopagi (19e t.m. 30e graad)                  |                    |            |            |
| 131                                            | Aquila Regia       | Utrecht    |            |
| Consistories (31e t.m. 33e graad)              |                    |            |            |
| 15                                             | Sapientia          | Den Haag   | 1963       |
| Merkmeesterloges (Zijgraden)                   |                    |            |            |
| 1                                              | De Witte Keursteen | Amsterdam  | 1963       |
| 2                                              | De Sluitsteen      | Naarden    | 1963       |
| 3                                              | De Kroonsteen      | Den Haag   | 1966       |
| 4                                              | De Spitssteen      | Dordrecht  | 1992       |
| 56                                             | Latomia            | Hoorn      |            |
| Royal Ark Mariner loges (Zijgraden)            |                    |            |            |
| 48                                             | Noach              | Den Haag   |            |
| Kapittels Heilig Koninklijk Gewelf (Zijgraden) |                    |            |            |
| 1                                              | Sint-Albaan        | Den Haag   |            |

### Inactieve werkplaatsen
In de loop der tijd zijn een aantal werkplaatsen uit de orde getreden, een sluimerend bestaan gaan leiden of opgeheven wegens gebrek aan leden.
| Nr                                    | Naam                        | Zetel             | Oprichting        | Opheffing/ Overgang | Toelichting |
| ------------------------------------- | --------------------------- | ----------------- | ----------------- | ------------------- | --- |
| Symbolieke loges (1e t.m. 3e graad)   |                             |                   |                   |                     | |
| 13                                    | Cazotte                     | Amsterdam         | 1905              | 1918                | overgegaan naar N.V.V.V                                                                                                  |
| 41 (oud)                              | Rakoczy                     | Den Haag          | 1911              | 1918                | overgegaan naar N.V.V.V                                                                                                  |
| 44                                    | Georges Martin              | Genève            |                   |                     | opgeheven |
| 53                                    | Washington                  | Amsterdam         | 1914              | 1945                | gefuseerd tot loge nr. 1001 Amsterdam                                                                                    |
| 92                                    | Pythagoras                  | Rotterdam         | 1915              | 1960                | overgegaan naar N.G.G.V                                                                                                  |
| 93                                    | Georges Martin II           | Amsterdam         | 1917              | 1945                | gefuseerd tot loge nr. 1001 Amsterdam                                                                                    |
| 94                                    | Graaf van Welldone          | Utrecht           | 1916              | 1918                | overgegaan naar N.V.V.V                                                                                                  |
| 402                                   | Lux Orientis                | Weltevreden       | 1911              | 1919                | overgegaan naar Nederlands-Indische jurisdictie                                                                          |
| 406                                   | Saint-Germain               | Soerabaja         | 1913              | 1919                | overgegaan naar Nederlands-Indische jurisdictie                                                                          |
| 421                                   | Thomas More                 | Semarang          | 1915              | 1919                | overgegaan naar Nederlands-Indische jurisdictie                                                                          |
| 428                                   | Sirius                      | Malang            | 1915              | 1919                | overgegaan naar Nederlands-Indische jurisdictie                                                                          |
| 429                                   | Hermes                      | Bandoeng          |                   | 1919                | overgegaan naar Nederlands-Indische jurisdictie                                                                          |
| ?                                     | ?                           | Solo              |                   | 1919                | overgegaan naar Nederlands-Indische jurisdictie                                                                          |
| ?                                     | Serapis                     | Buitenzorg        | 1917              | 1919                | overgegaan naar Nederlands-Indische jurisdictie                                                                          |
| ?                                     | ?                           | Banka             |                   | 1919                | overgegaan naar Nederlands-Indische jurisdictie                                                                          |
| ?                                     | ?                           | Medan             |                   | 1919                | overgegaan naar Nederlands-Indische jurisdictie                                                                          |
| ?                                     | ?                           | Djakarta          |                   | 1919                | overgegaan naar Nederlands-Indische jurisdictie                                                                          |
| ?                                     | ?                           | Kediri            |                   | 1919                | overgegaan naar Nederlands-Indische jurisdictie                                                                          |
| 725                                   | Hermes                      | Bussum            | 1922              | 1976                | opgeheven |
| 726                                   | Goethe zum Flammenden Stern | Frankfurt am Main | 1921              | 1958                | overgegaan naar Duits-Oostenrijkse jurisdictie                                                                           |
| 727                                   | Vriendschap                 | Amsterdam         | 1922              | 1924                | opgeheven |
| 752                                   | Dobrowski                   | Praag             | 1922              | 1947                | overgegaan naar Tsjecho-Slowaakse jurisdictie                                                                            |
| 756                                   | Vertrauen                   | Wenen             | 1922              | 1958                | overgegaan naar Duits-Oostenrijkse jurisdictie                                                                           |
| 796                                   | Broedertrouw                | Amersfoort        | 1921              | 1940                | opgeheven |
| 799                                   | Getrouwheid                 | Amsterdam         | 1924              | 1928                | opgeheven |
| 800                                   | De Drie Zuilen              | Amsterdam         | 1925              | 1945                | gefuseerd tot loge nr. 1001 Amsterdam                                                                                    |
| 801                                   | Eenheid                     | Amsterdam         | 1925              | 1945                | gefuseerd tot loge nr. 1001 Amsterdam                                                                                    |
| 802                                   | Hiram Abiff                 | Amsterdam         | 1925              | 1945                | gefuseerd tot loge nr. 1001 Amsterdam                                                                                    |
| 819                                   | Giordano Bruno              | Praag             | 1925              | 1947                | overgegaan naar Tsjecho-Slowaakse jurisdictie                                                                            |
| 843                                   | Comenius                    | Ostrava           | 1926              | 1930                | opgeheven |
| 874                                   | Ars Regia                   | Amsterdam         | 1927              | 1934                | opgeheven |
| 900                                   | Harmonie                    | Wenen             | 1928              | 1958                | overgegaan naar Duits-Oostenrijkse jurisdictie                                                                           |
| 906                                   | Zur Erkenntnis              | Berlijn           | 1929              | 1958                | overgegaan naar Duits-Oostenrijkse jurisdictie                                                                           |
| 914                                   | Hansa                       | Hamburg           | 1928              | 1958                | overgegaan naar Duits-Oostenrijkse jurisdictie                                                                           |
| 923                                   | Lux Veritatis               | Eindhoven         | 1930              | 2009                | opgeheven |
| 925                                   | Acacia                      | Den Haag          | 1930              | 1934                | opgeheven |
| 935                                   | Pythagoras                  | Zagreb            | 1931              |                     | overgegaan naar Joegoslavische jurisdictie                                                                               |
| 973                                   | Fiat Lux                    | Leeuwarden        | 1939              | 2001                | werd wilde loge, in 2005 overgegaan naar G.O.L.                                                                          |
| 1002                                  | 's Gravenshage              | Den Haag          | 1945              | 1947                | tijdelijke fusie van loges nr. 41 (nieuw) en 91                                                                          |
| 1028                                  | Vrijheid                    | Rotterdam         | 1952 (Dordrecht)  | 1960                | overgegaan naar N.G.G.V.                                                                                                 |
| 1031                                  | De Hoeksteen                | Groningen         | 1953              | 2009                | opgeheven |
| 1033                                  | Via Lucis                   | Den Haag          | 1953              | 2008                | opgeheven |
| 1060                                  | Lux Orientis                | Amstelveen        | 1957              | 2007                | opgeheven |
| 1061                                  | De Ruwe Steen               | Amstelveen        | 1957              | 1960                | overgegaan naar N.G.G.V., wilde loge sinds 1986, terug naar Le Droit Humain in 1992, overgegaan naar S.G.O.v.D. in 2001. |
| 1061                                  | Phoenix                     | Den Haag          | 1957              | 1960                | overgegaan naar N.G.G.V.                                                                                                 |
| 1086                                  | De Broederketen             | Amsterdam         | 1959              | 1977                | opgeheven |
| 1308                                  | Zuiderkruis                 | Roermond          | 1981              |                     | opgeheven |
| 1753                                  | Maria Deraismes             | Hoorn             | 2002              | 2009                | opgeheven |
| 1960                                  | De Gulden Snede             | Bussum            | 2012              | 2022                | opgeheven |
| Vervolmakingsloges (4e t.m.14e graad) |                             |                   |                   |                     | |
| 24                                    | ?                           | Amsterdam         |                   |                     | |
| 25                                    | De Laurier                  | Hilversum         | 1955              | 1985                | opgeheven |
| 30                                    | Moria                       | Haren             | 1963 (Leeuwarden) | 2008                | sluimerend |
| 67                                    | Het Oosten                  | Zutphen           | 1986 (Deventer)   | 2001                | opgeheven |
| Kapittels (15e t.m.18e graad)         |                             |                   |                   |                     | |
| ?                                     | Prins Rackozy               | Nederlands-Indië  | 1920              |                     | uit de orde getreden |
| Merkmeesterloges (Zijgraden)          |                             |                   |                   |                     | |
| 15                                    | De Sluitsteen               | Batavia           |                   |                     | uit de orde getreden |

## Vertegenwoordigers van de Opperraad
Onderstaand een overzicht van de vertegenwoordigers van de Opperraad.
| Periode   | Naam                      |                                                                              |
| --------- | ------------------------- | ---------------------------------------------------------------------------- |
| 1911-1913 | A.J. Cnoop Koopmans       | voor de Nederlandse jurisdictie en koloniën, gezamenlijk met H.J. van Ginkel |
| 1911-1918 | H.J. van Ginkel           | loge Cazotte                                                                 |
| 1918-1923 | H.J. van Ginkel           | voor de Nederlandse federatie                                                |
| 1923-1933 | F.E. Farwerck             |                                                                              |
| 1933-1953 | E.J.F. Thierens           | loge Christian Rosenkreuz                                                    |
| 1953-1974 | A.H. Engel                | loge Christian Rosenkreuz                                                    |
| 1974-1983 | A.H. van Brakel           |                                                                              |
| 1983-1997 | R.J. van Lunsen-Bijleveld |                                                                              |
| 1997-2007 | D.A. Oswald               | loge Lux Oriëntis                                                            |
| 2007-2017 | M.C.T. Kasteel            |                                                                              |
| 2017-2022 | A.D.M. Witschge           |                                                                              |
| 2022-2024 | D.S. Robbemond            |                                                                              |
| 2024-     | F.M.L. de Vos             |                                                                              |

Rond 1977 werd de Nationale Raad van de federatie omgevormd naar de Nationale Raad van Afgevaardigden. Dit bestuursorgaan, voor o.a. het beheer van de bezittingen van de Nederlandse federatie, kent een eigen voorzitter. In 2014 is dit gewijzigd in de Federale Raad. Onderstaand een overzicht van de voorzitters.
| Periode   | Naam                             |                                   |
| --------- | -------------------------------- | --------------------------------- |
| 1977-?    | J.Ch. Petry-Ten Oort             | Nationale Raad van Afgevaardigden |
| ?-1985    | A.M. Aschenbrenner-Elenbaas      |                                   |
| 1985-1986 | A.J.L. Brouérius van Nidek-Harts |                                   |
| 1996-1997 | B.J. de Wit                      |                                   |
| 1997-1999 | G.J. van Tol                     |                                   |
| 1999-2001 | H.J.M.van Gorp                   |                                   |
| 2001-2008 | C.J. Grifhorst                   |                                   |
| 2008-2012 | G.T.R. Oei                       |                                   |
| 2012-2014 | J.A.J. van de Gevel              |                                   |
| 2014-2016 | J.A.J. van de Gevel              | Federale Raad                     |
| 2016-2022 | M.C. Karemaker                   |                                   |
| 2022-2024 | R. ten Vaanholt                  |                                   |
| 2024-     | M.C. Karemaker (a.i.)            |                                   |

## Appendix
Vrijmetselarij · Beginselen · Geschiedenis · Symbolen · Vrijmetselaarsloge · Ordegrondwet · Obediëntie · Regulariteit en irregulariteit · Ritus · Graden · Grootmeester · Gemengde vrijmetselarij · Para-vrijmetselarij · Antivrijmetselarij · Vrijmetselarij in Nederland · Vrijmetselarij in België